# アレフ・アンサンブル
アレフ・アンサンブル (Aref Ensemble, ペルシア語: گروه عارف) はペルシア伝統音楽のアンサンブル。パルヴィーズ・メシュカティアン、ホセイン・アリザーデ、モハンマドレザー・ロトフィによって1977年に創立された。
グループ名は詩人であり音楽家であるアーレフ・ガズヴィーニーに因んで名づけられた。アレフ・アンサンブルはペルシア伝統音楽の推進と発展に貢献し、メシュカティアンによって創立されたシェイダ・アンサンブルと共に、現代ペルシア伝統音楽に革命を起こしたと評されている。
1992年の春にイギリスで開催されたSpirit of the Earth Festivalでは、メシュカティアンとアレフ・アンサンブルは1等賞を得た。

## 歌手
- モハンマド・レザー･シャジャリアーン（英語版）
- Shahram Nazeri
- Iraj Bastami
- Hamid Reza Nourbakhsh